# Knäckebrot

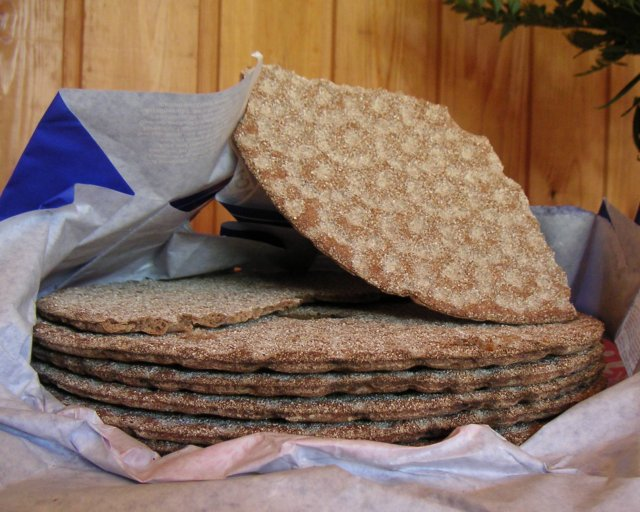
Rundes Knäckebrot. Dies ist die traditionelle Form in Schweden.

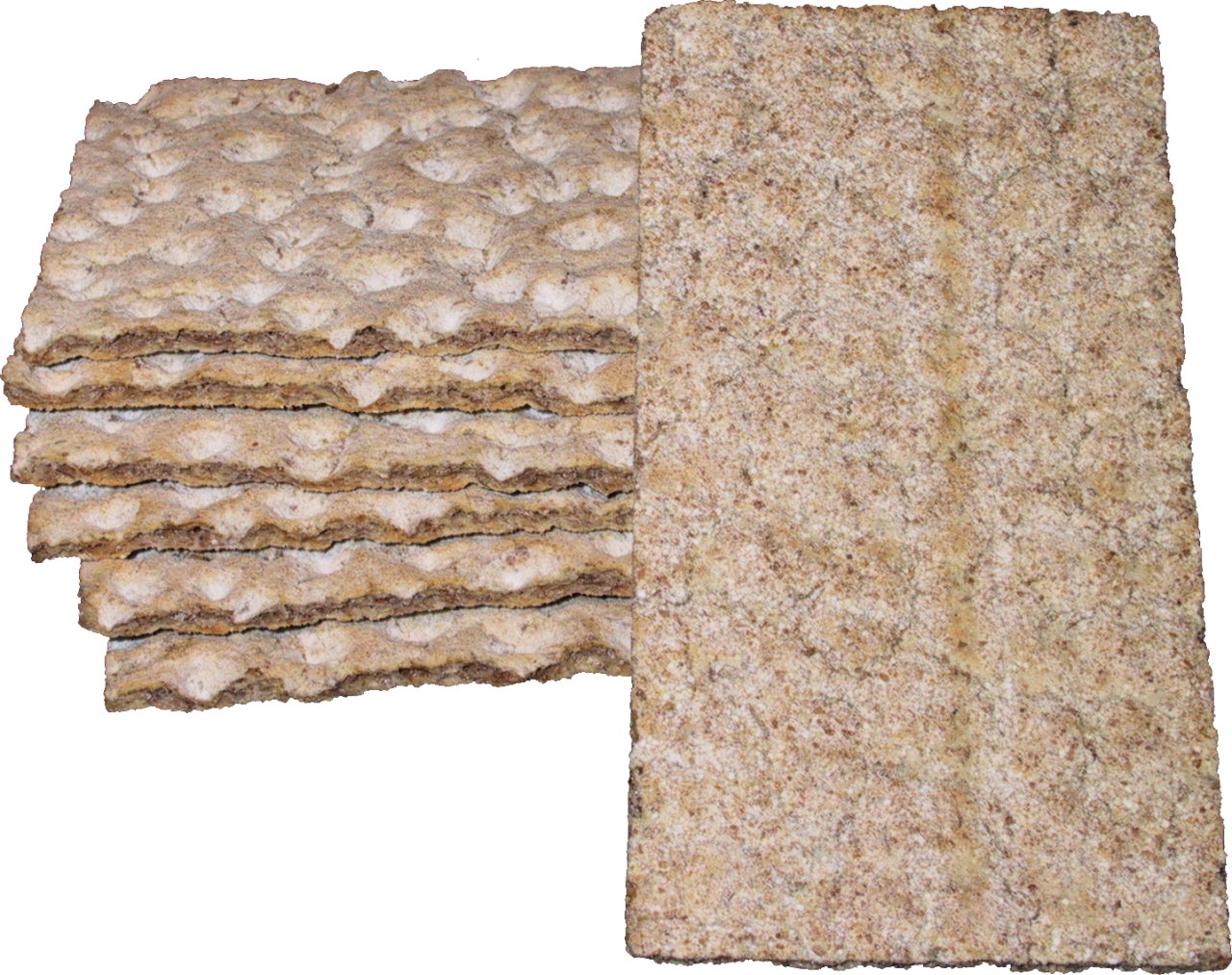
Rechteckiges Knäckebrot. Diese Form ist in deutschsprachigen Ländern üblich.

Knäckebrot (Lehnwort aus dem schwedischen knäckebröd von knäcka, „knacken“) ist ein flaches, meist aus Vollkorngetreide hergestelltes, getrocknetes Brot.

## Eigenschaften
In der Regel weist Knäckebrot einen verhältnismäßig hohen Ballaststoffgehalt auf. Üblicherweise sind in 100 Gramm Knäckebrot 15 bis 18 Gramm an löslichen und unlöslichen Ballaststoffen enthalten. Durch die Trocknung enthält es weniger als zehn Prozent Wasser, weswegen es knusprig ist und bei trockener Lagerung länger haltbar ist als andere Brote.

## Herstellung
Knäckebrot wird sehr kurz und sehr heiß gebacken und dann getrocknet.
In früheren Zeiten, als die Konservierung von Lebensmitteln ein großes Problem darstellte, war dies von Bedeutung: Knäckebrot hat den Vorteil, dass es gut auf Vorrat gebacken werden kann. Es hat meist ein charakteristisches Muldenmuster und besteht hauptsächlich aus Roggenschrot und feingemahlenem Mehl aus Roggen und Weizen.

## Arten
Nach dem Verfahren der Teiglockerung unterscheidet man zwei Arten von Knäckebrot:
KaltbrotLockerung durch Kaltluft. Der Teig wird dabei auf fast null Grad Celsius abgekühlt und durch Einschlagen kalter Luft gelockert (Beispiele: Milch- und helles Roggenknäckebrot).
WarmbrotLockerung durch Zugabe von Backhefe. Durch die anschließende zweistündige Gärung im Warmen (und  spätere Nachgärung von etwa 45 Minuten auf den sogenannten Gärstraßen) verdoppelt sich das Volumen des Brotes (Beispiele: Sesam- und dunkles Vollkorn-Knäckebrot).
Ein Waffelbrot von ähnlicher Form und Konsistenz, jedoch mit anderen Inhaltsstoffen, ist Filinchen.

## Geschichte

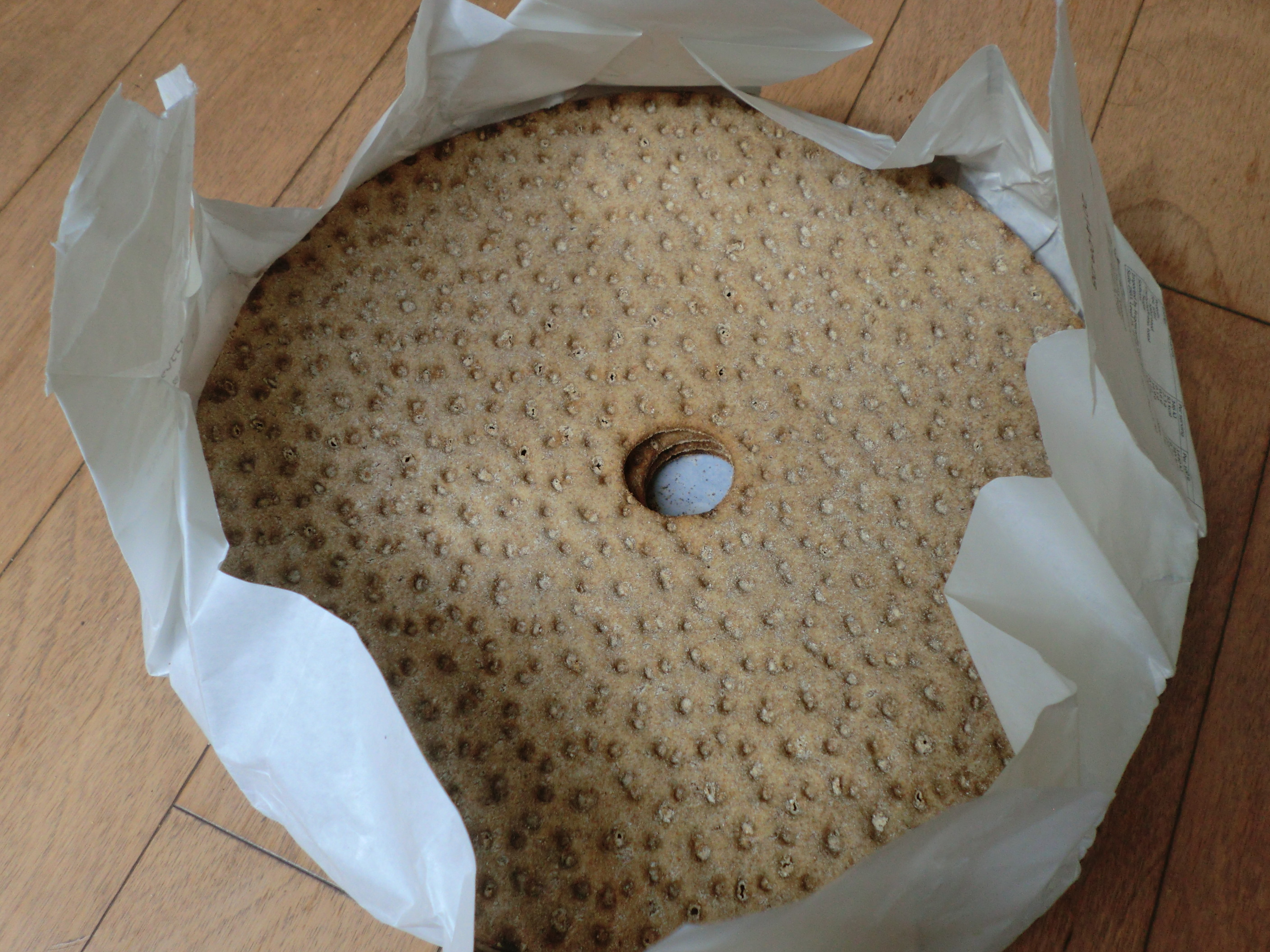
Rundes Knäckebrot mit Loch

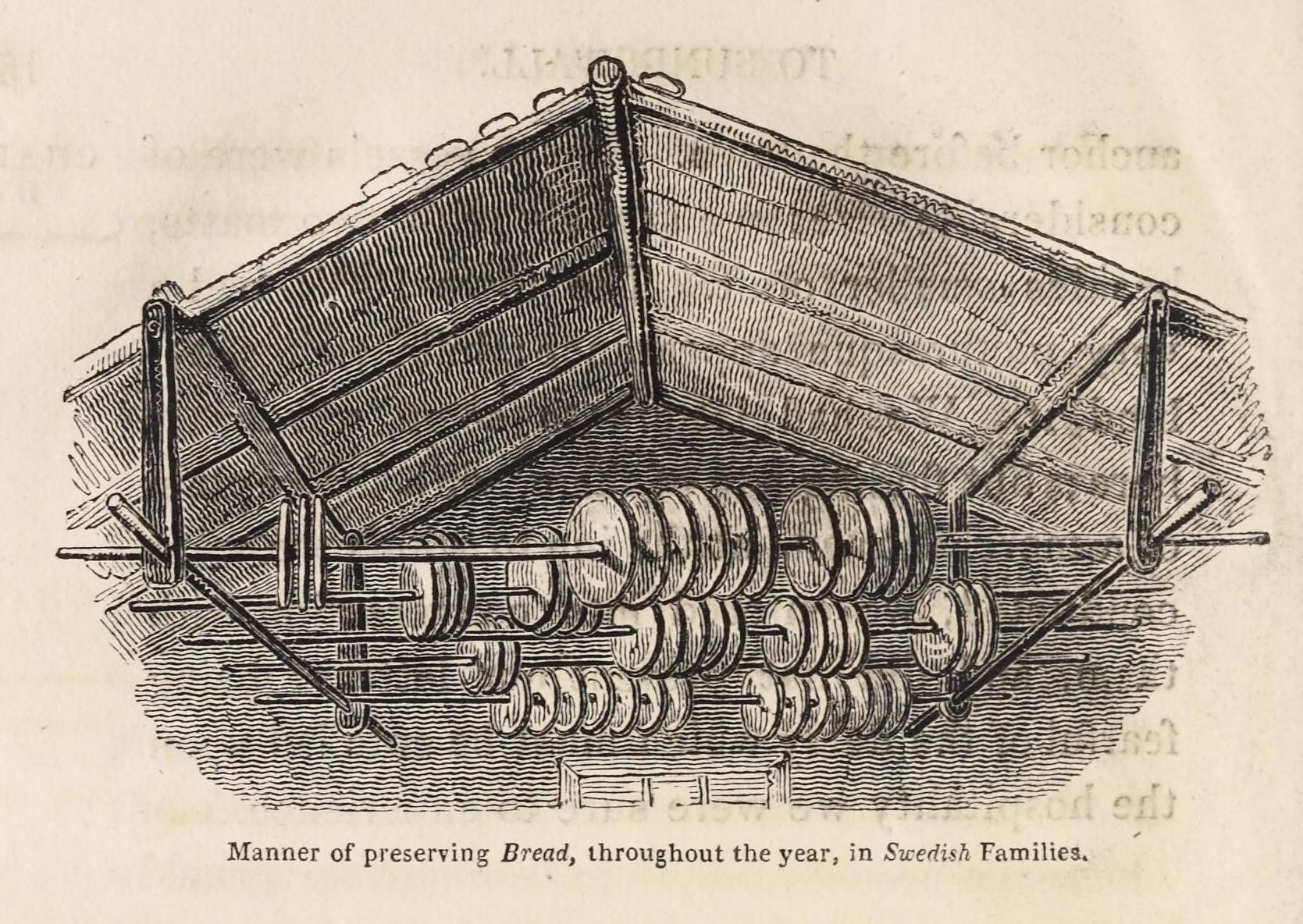
Lagerung von Knäckebrot an Stangen unter dem Dach

Knäckebrot stammt ursprünglich aus Schweden  und Finnland. Das Knäckebrot wurde an Stangen unter dem Dach gelagert, daher hat es auch heute noch manchmal ein Loch in der Mitte.
Es wird heute überwiegend industriell hergestellt. Das erste Knäckebrot Deutschlands wurde 1927 in den Ersten Deutschen Knäckebrotwerken Dr. Wilhelm Kraft in Berlin-Lichterfelde hergestellt. Die Firma wurde 1931 nach Burg bei Magdeburg verlegt und existiert heute noch als Burger Knäcke GmbH. Barilla ist der größte Knäckebrot-Hersteller in Deutschland, das Brot wird in Celle gebacken und unter dem Namen „Wasa“ verkauft. Europäischer Marktführer für Bio-Knäckebrot ist die Dr. Klaus Karg KG.

## Packung, Handhabung
Geschnittenes Knäckebrot wird typisch luftdicht verpackt angeboten, häufig in verschweißtem Papier mit Kunststoffschicht, oft mit getrennter Banderole mit Aufdruck. Je nach Rezept und Scheibendicke variiert bei gleichem Packungsformat das Nettogewicht um etwa ± 15 %. Die dichte Verpackung schützt vor Feuchtwerden, Oxidation durch Sauerstoff und Schädlingsbefall.
Knäckebrot ist spröde, bricht also beim Verbiegen rasch. Knäckebrot wird salzarm hergestellt, um nur wenig Wasserdampf aus der Luft anzuziehen; dennoch wird es je nach relativer Feuchte binnen Stunden oder Tagen in Wohnumgebung deutlich weicher, wodurch es die beliebte Knusprigkeit verliert.